# Constante matemática
Em matemática, a palavra constante transmite múltiplos significados. Como adjetivo, refere-se à não variação (isto é, que não muda em relação a algum outro valor); como substantivo, possui dois significados diferentes:
- Um número fixo e bem definido ou outro objeto matemático que não muda, ou o símbolo que o representa.[1][2] Os termos constante matemática ou constante física são às vezes usados para distinguir este significado.[3]
- Uma função cujo valor permanece inalterado (isto é, uma função constante).[4] Tal constante é comumente representada por uma variável que não depende da(s) variável(is) principal(is) em questão.

Por exemplo, uma função quadrática geral é comumente escrita como:
{\displaystyle ax^{2}+bx+c\,,}
onde a, b e c são constantes (coeficientes ou parâmetros), e x é uma variável—um espaço reservado para o argumento da função em estudo. Uma forma mais explícita de denotar esta função é
{\displaystyle x\mapsto ax^{2}+bx+c\,,}
o que deixa clara a condição de argumento da função de x (e por extensão, a constância de a, b e c). Neste exemplo, a, b e c são coeficientes do polinômio. Como c aparece em um termo que não envolve x, ele é chamado de termo constante do polinômio e pode ser visto como o coeficiente de x0. Mais geralmente, qualquer termo ou expressão polinomial de grau zero (sem variável) é uma constante.:18

## Função constante
Uma constante pode ser usada para definir uma função constante que ignora seus argumentos e sempre retorna o mesmo valor. Uma função constante de uma variável, como {\displaystyle f(x)=5}, possui um gráfico de uma linha horizontal paralela ao eixo x. Tal função sempre assume o mesmo valor (neste caso, 5), pois a variável não aparece na expressão que define a função.

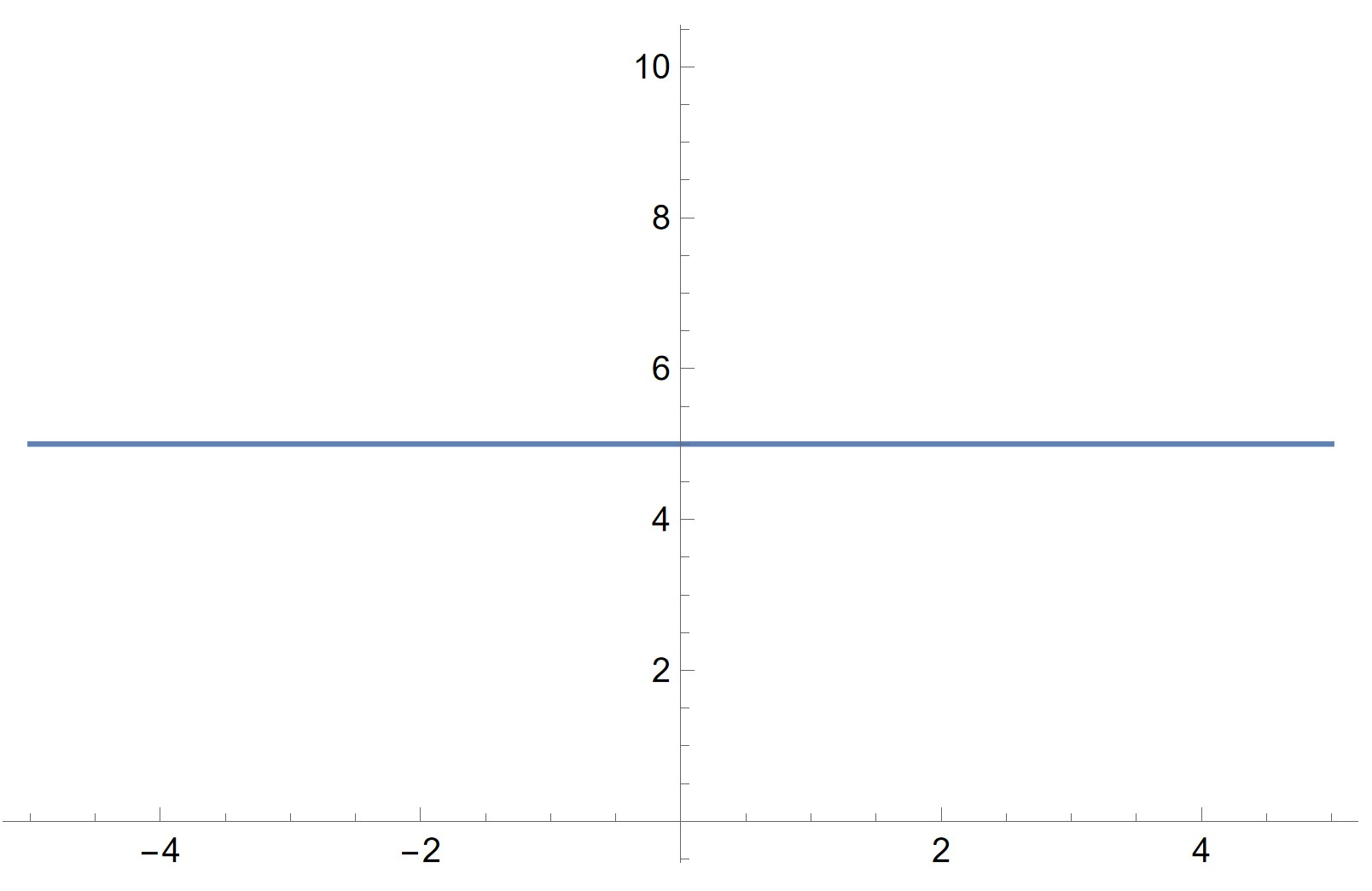
Gráfico de.

## Dependência do contexto
A natureza dependente do contexto do conceito de "constante" pode ser observada neste exemplo de cálculo elementar:
{\displaystyle {\begin{aligned}{\frac {d}{dx}}2^{x}&=\lim _{h\to 0}{\frac {2^{x+h}-2^{x}}{h}}=\lim _{h\to 0}2^{x}{\frac {2^{h}-1}{h}}\\[8pt]&=2^{x}\lim _{h\to 0}{\frac {2^{h}-1}{h}}&&{\text{já que }}x{\text{ é constante (ou seja, não depende de }}h{\text{)}}\\[8pt]&=2^{x}\cdot \mathbf {constante,} &&{\text{onde }}\mathbf {constante} {\text{ significa que não depende de }}x.\end{aligned}}}
"Constante" significa não depender de alguma variável; não mudar conforme essa variável muda. No primeiro caso acima, significa não depender de h; no segundo, significa não depender de x. Uma constante em um contexto mais restrito pode ser considerada uma variável em um contexto mais amplo.

## Constantes matemáticas notáveis
Alguns valores ocorrem frequentemente em matemática e são convencionalmente representados por um símbolo específico. Esses símbolos e seus valores são chamados de constantes matemáticas. Exemplos incluem:
- 0 (zero).
- 1 (um), o número natural após o zero.
- π (pi), a constante que representa a razão entre o comprimento da circunferência de um círculo e seu diâmetro, aproximadamente igual a 3,141592653589793238462643.[8]
- e, aproximadamente igual a 2,718281828459045235360287.[9]
- i, a unidade imaginária tal que i2 = −1.[10]
- {\displaystyle {\sqrt {2}}} (raiz quadrada de 2), o comprimento da diagonal de um quadrado com lados unitários, aproximadamente igual a 1,414213562373095048801688.[11]
- φ (razão áurea), aproximadamente igual a 1,618033988749894848204586, ou algebricamente, {\displaystyle 1+{\sqrt {5}} \over 2}.[12]

## Constantes em cálculo
Em cálculo, constantes são tratadas de várias formas dependendo da operação. Por exemplo, a derivada (taxa de variação) de uma função constante é zero. Isso ocorre porque constantes, por definição, não mudam. Logo, sua derivada é zero.
Por outro lado, ao integrar uma função constante, a constante é multiplicada pela variável de integração.
Durante a avaliação de um limite, uma constante permanece igual antes e depois da avaliação.
A integração de uma função de uma variável frequentemente envolve uma constante de integração. Isso ocorre porque a integral é a inversa da derivada, ou seja, o objetivo da integração é recuperar a função original antes da diferenciação. A derivada de uma função constante é zero, como mencionado acima, e o operador diferencial é linear, então funções que diferem apenas por um termo constante têm a mesma derivada. Para reconhecer isso, uma constante de integração é adicionada a uma integral indefinida; isso garante que todas as soluções possíveis estejam incluídas. A constante de integração geralmente é representada por "c", e representa um valor fixo, mas indefinido.

### Exemplos
Se f é a função constante tal que {\displaystyle f(x)=72} para todo x, então:
{\displaystyle {\begin{aligned}f'(x)&=0\\\int f(x)\,dx&=72x+c\\\lim _{x\rightarrow 0}f(x)&=72\end{aligned}}}